# Кочевска џамија
Кочевска џамија или Сулејманија је џамија у Зеници (Федерација БиХ, Босна и Херцеговина). Покрива џемат од око 3.500 домаћинстава.

## Локација
Налази се у горњем дијелу зеничке чаршије, на углу улице Маршала Тита и улице Хусеина Куленовића.

## Историја и опис
Грађена је 1520—1557. године. Вакиф је био Абдија, син хаџи Мемије.
Првобитно је имала дрвену мунару; потом је сазидана мунара од цигле (1928). Џамија је дјелимично реновирана 1964/65. и 1972. године, а касније срушена због дотрајалости; нова је изграђена 1990. године, као прва поткуполна у Зеници. Има једну мунару са два шерефета и има два капијска главна улаза у харем.